# 風景の中の馬
『風景の中の馬』（ふうけいのなかのうま、ドイツ語: Pferd in Landschaft）は、ドイツの画家フランツ・マルクによる1910年の動物画である。カンバスに描かれた油彩画で、黄色を基調としたランドスケープの前に立ち尽くすはだか馬を描き出している。同年に描かれた『放牧馬』の遠景に、同じポーズをとる馬の絵が描かれている。
1953年よりエッセン・フォルクヴァンク美術館が取得し所蔵している。